# George Willis Kirkaldy
|  | Dieser Artikel wurde aufgrund von formalen oder inhaltlichen Mängeln in der Qualitätssicherung Biologie zur Verbesserung eingetragen. Dies geschieht, um die Qualität der Biologie-Artikel auf ein akzeptables Niveau zu bringen. Bitte hilf mit, diesen Artikel zu verbessern! Artikel, die nicht signifikant verbessert werden, können gegebenenfalls gelöscht werden. Lies dazu auch die näheren Informationen in den Mindestanforderungen an Biologie-Artikel. |

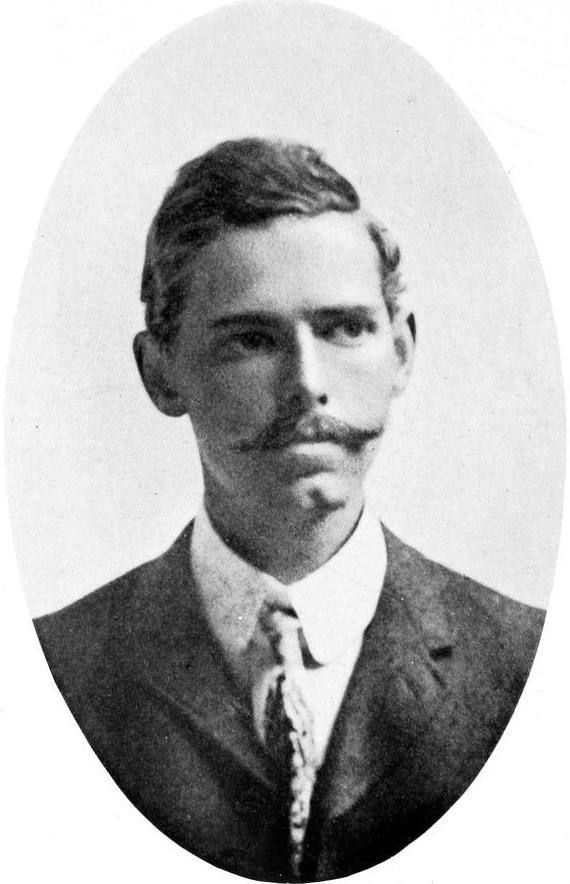
George Willis Kirkaldy (1910)

George Willis Kirkaldy (* 26. Juli 1873 in Clapham, Vereinigtes Königreich; † 2. Februar 1910 in San Francisco, USA) war ein englischer Entomologe, der auf die Gruppe der Hemiptera spezialisiert war. Er war Mitglied der Royal Entomological Society.
Kirkaldy wurde in England ausgebildet und ging 1903 nach Hawaii, um zunächst für das Landwirtschaftsministerium der Vereinigten Staaten und danach für die Hawaiian Sugar Planters’ Association auf deren Versuchsstation zu arbeiten. Kirkaldy ist der Autor wichtiger Werke über Zikaden, so des 1909 erschienenen Catalogue of the Hemiptera (Heteroptera), welcher biologische und anatomische Details sowie Nahrungspflanzen und Parasiten beschreibt. 
Außerdem verfasste er viele taxonomische Arbeiten, die neue Arten und Gattungen beschreiben. Zu den von ihm beschriebenen Gattungen gehören Ohchisme, Dolichisme, Elachisme, Florichisme, Isachisme, Marichisme, Nanichisme, Peggichisme und Polychisme. Das griechische Suffix „-chisme“ wird im Englischen wie „kiss me“ gesprochen. Kirkaldy setzte den Namen verschiedener von ihm entdeckter Taxa die Namen von Frauen voran, zu denen ihm ein romantisches Verhältnis nachgesagt wurde.
Seine Sammlungen von Auchenorrhyncha und Heteroptera werden im Natural History Museum in London, in der University of Kansas (Snow Collection) im Bernice P. Bishop Museum in Honolulu und im National Museum of Natural History in Washington, D.C. aufbewahrt.

## Schriften
- Leafhoppers and their Natural Enemies. 1906. Pt IX. Leafhoppers - Hemiptera (Bulletin of the Hawaiian Sugar Planters Association Division of Entomology 1(9): 271–479). http://www.archive.org/details/leafhopperstheir00perk doi:10.5962/bhl.title.8564
- Catalogue of the Hemiptera (Heteroptera). 1909. Berlin. http://www.archive.org/details/catalogueofhemip01kirk doi:10.5962/bhl.title.15205